# 宋邦鏞
宋 邦鏞（ソン・バンヨン、朝鮮語: 송방용/宋邦鏞、1913年2月18日 - 2011年9月28日）は、大韓民国の政治家。第2・3・10代韓国国会議員、第5代参議員。本貫は礪山宋氏。

## 経歴
1913年に全羅北道金堤に生まれた。培材高等普通学校（現・培材高等学校）を経て、1936年に延禧専門学校（現・延世大学校）文科を首席で卒業し、その後は故郷で文盲退治教育を行った。解放後は第2代総選挙で初当選し、無所属国会議員を計3期務めた後、第10代総選挙では維新政友会所属の国会議員を務めた。自由党政権の時から経済問題に関連する議政活動を展開し、5・16軍事クーデター以後は経済科学審議会議常任委員兼長期資源対策委員会委員長に抜擢され、資源と農政問題の専門家として韓国の経済開発に寄与をした。他には韓国銀行金融通貨委員会代理委員を務めたほか、大韓民国憲政会元老会会長、同会第14代会長などを務めた。2011年に老衰により死去した。享年99歳。